# Ревячино (Могилёвская область)
Ревя́чино (бел. Равячына) — деревня в составе Паршинского сельсовета Горецкого района Могилёвской области Республики Беларусь.

## Население
- 1999 год — 45 человек
- 2010 год — 47 человек